# Alceu Pires
Alceu Gonçalves Pires (Apiaí, 6 de junho de 1942 – São Paulo, 15 de fevereiro de 2025) foi um cantor e compositor brasileiro, intérprete da música cristã contemporânea.
Converteu-se ao protestantismo em 1957, e iniciou carreira no meio religioso anos depois. Seu disco O Jardineiro que Chora foi considerado, por vários historiadores, músicos e jornalistas, como o 78º maior álbum da música cristã brasileira, em uma publicação de 2015.

## Discografia
- 1971: Novo Céu e Nova Terra
- 1973: Puxe o Paletó
- 1974: As Quatro Palavras da Cruz
- 1975: Minha Igreja
- 1975: O Evangelho Cantado
- 1976: Sarça Ardente
- 1978: Visão do Sonho de Jacó
- 1979: Golias e David
- 1979: Vigilância
- 1980: Lamento de Um Ateu
- 1981: No Arrebatar da Igreja
- 1982: O Homem da Mão Mirrada
- 1982: Getsêmani
- 1982: A TV do Crente
- 1983: O Mensageiro de Deus
- 1984: Sucessos
- 1984: O Jardineiro que Chora
- 1984: Faça Tua Parte Irmão
- 1985: Vivo o Que Canto
- 1985: Nosso Deus é Fogo
- 1986: Muito Tenho a Dizer
- 1986: Bandeira da Evangelização
- 1987: Abraão e Isaque
- 1988: Um Oceano de Misericórdias
- 1988: A Situação do Mundo
- 1990: Companheiros
- 1990: Última Hora
- 1991: Joio e o Trigo
- 1992: Doutor Jesus Cristo
- 1992: Lírio dos Vales
- 1993: Anjos a Serviço de Deus
- 1995: O Deus Que Eu Adoro
- 1995: A Glória de Deus
- 1998: Enlevos Divinos
- 2002: Liberdade
- 2008: Promessas tempo pra tudo